# Dorcadion sareptanum
Dorcadion sareptanum là một loài bọ cánh cứng trong họ Cerambycidae.